# Solitude Aeturnus
Solitude Aeturnus es un grupo de epic doom metal formado en 1987 como Solitude en Texas. En 1991 cambiaron su nombre a Solitude Aeturnus debido a problemas legales con otra banda llamada de igual forma. Su vocalista, Robert Lowe , fue también el cantante de la banda muy influyente de Doom metal Candlemass entre 2007 y 2012, el exbajista Lyle Steadham ahora es guitarrista y vocalista de la horror punk / psychobilly banda Ghoultown .

## Miembros
Miembros actuales
- John Perez – guitarra (1987 – 2011,2023-present).
- Robert Lowe – voz principal (1988 – 2011,2023-present).
- John Perez – guitarra (1988 – 2011,2023-present).
- Steve Moseley – guitarra (1988 – 2011,2023-present). bajo (1998–2004).
- Lyle Steadham – bajo (1990 - 1996,2023-present).
- John Covington – batería, percusión (1990 - 2005,2023-present).

Músicos de sesión
- Kris Gabehart – voz (1987–1988)
- Tom Martinez – guitarra (1987–1988)
- Brad Kane – batería (1987–1988)
- Chris Hardin – bajo (1987–1989)
- Teri Pritchard – bajo (1997)
- Kurt Joye – bajo (2004–2005)
- James Martin – bajo (2005–2011)
- Steve Nichols – batería (2005–2011)

- Datos: Q2139942